# Hoher Dörnberg

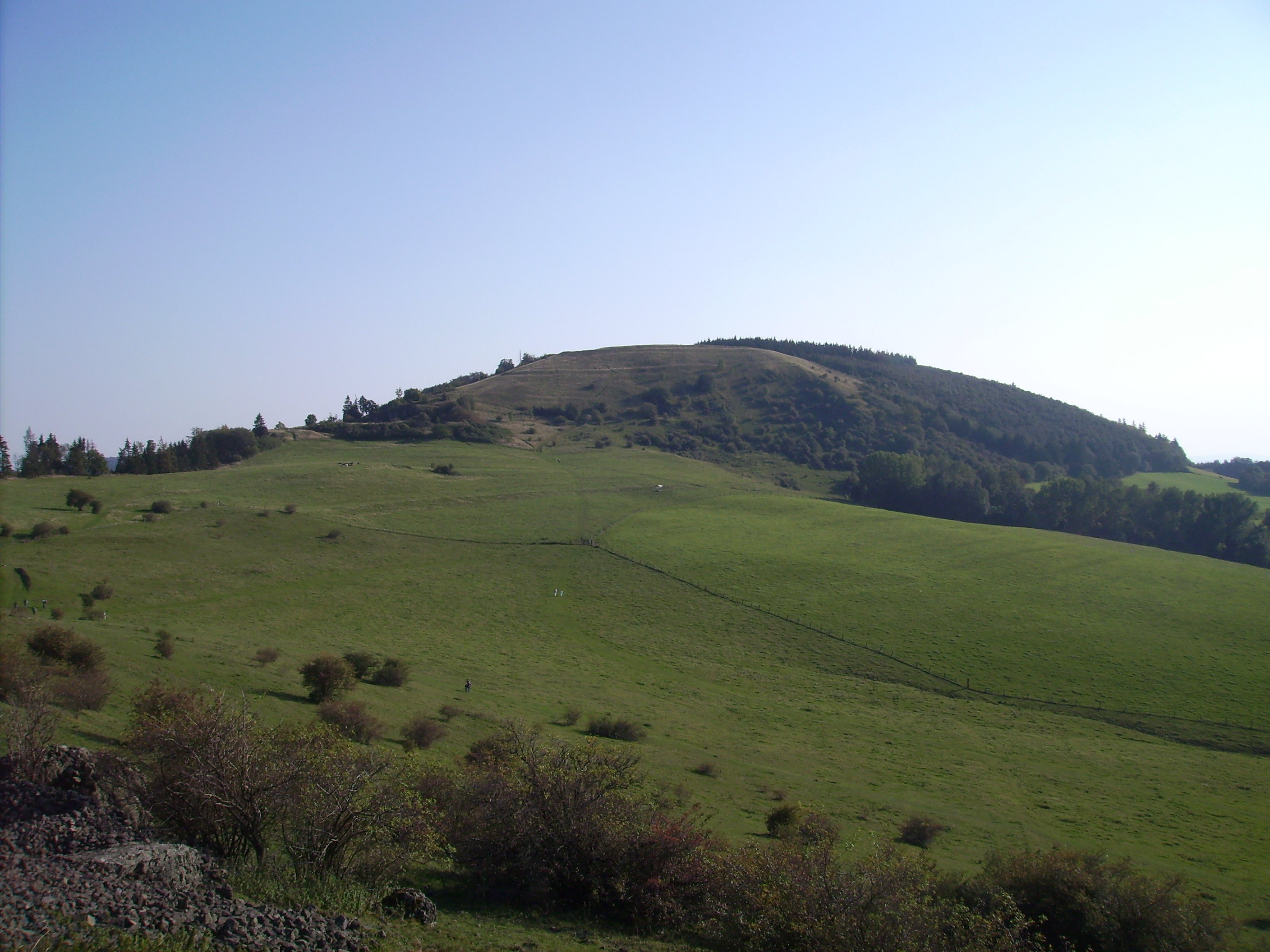
Hoher Dörnberg vom Helfenstein aus gesehen

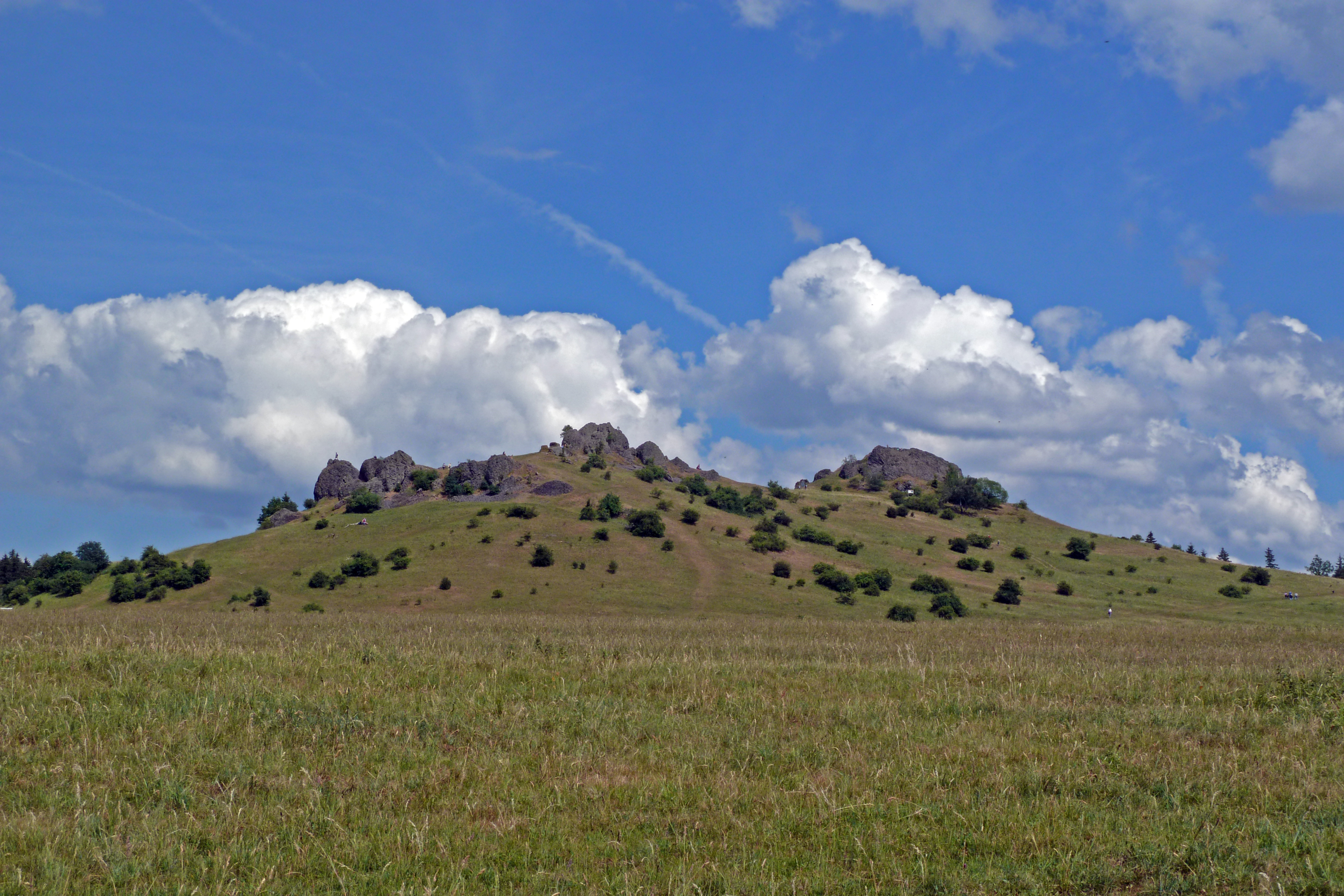
Helfenstein / Helfensteine

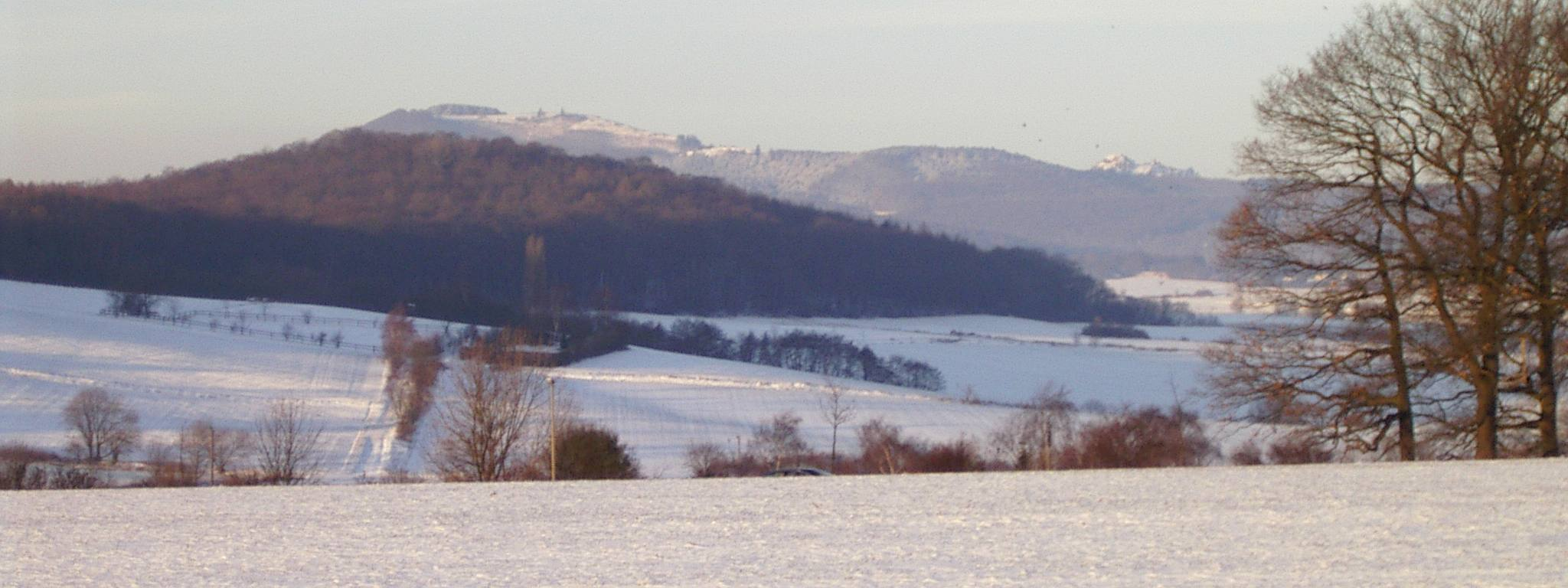
Blick vom Osterberg zwischen Kassel und Vellmar über die bewaldete Firnskuppe zum Hohen Dörnberg (links) und Helfenstein (rechts) jeweils im Hintergrund (Ende 2003)

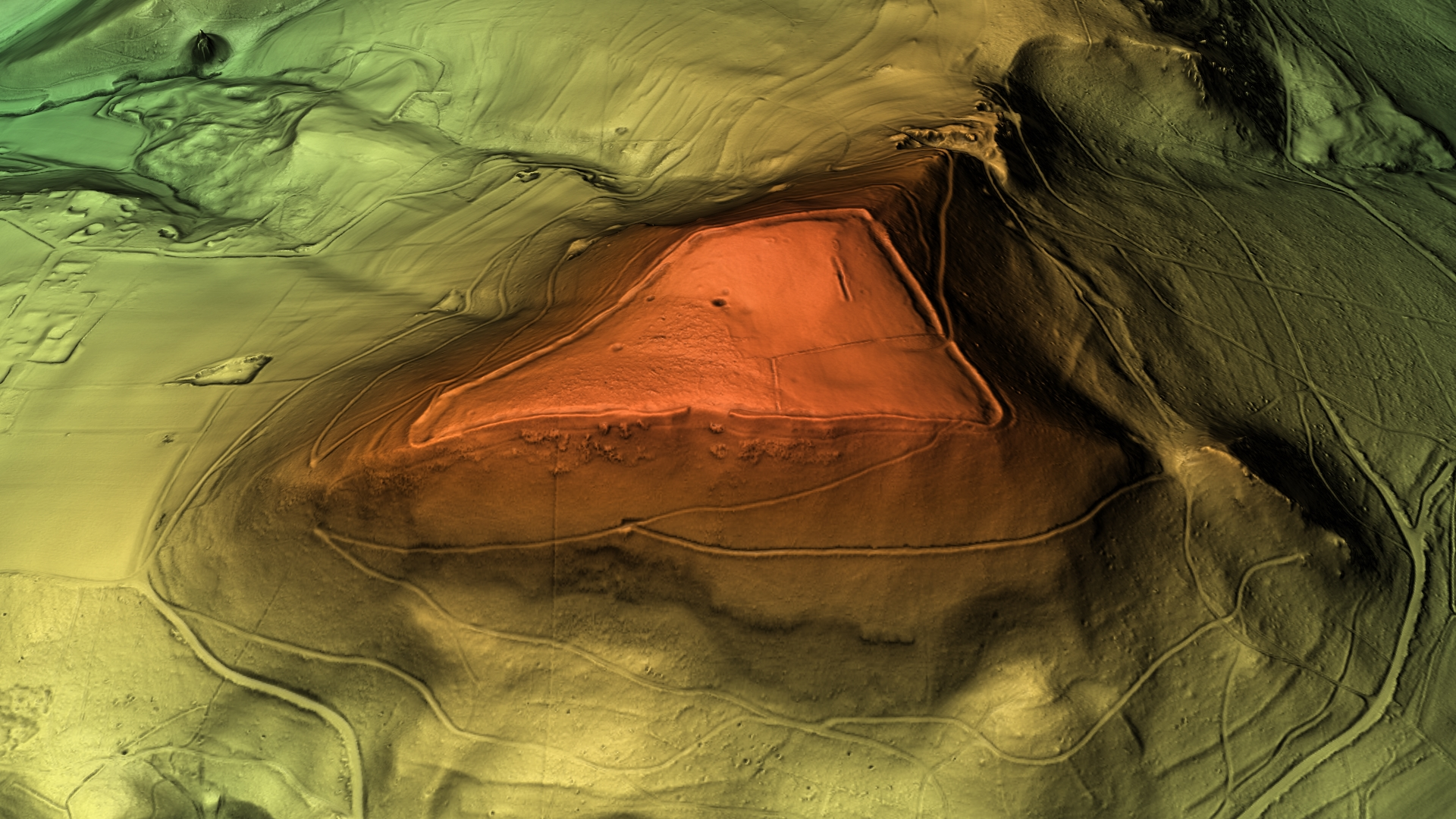
3D-Ansicht des digitalen Geländemodells

Der Hohe Dörnberg, meist nur Dörnberg genannt, ist mit 578,7 m ü. NHN die höchste Erhebung des Naturraums Dörnberg und Schreckenberge im Habichtswälder Bergland. Im Naturpark Habichtswald gelegen gehört er zur Gemeinde Habichtswald und zur Stadt Zierenberg im nordhessischen Landkreis Kassel.

## Geographie

### Lage
Der Hohe Dörnberg erhebt sich im Süden des Naturraums Dörnberg und Schreckenberge und im Nordosten des Naturparks Habichtswald, dessen Nordgrenze nördlich um sein Massiv verläuft. Er gehört zu den Gebieten der Gemeinde Habichtswald und der Stadt Zierenberg. Sein Gipfel liegt etwa 11 km westnordwestlich vom Stadtzentrum Kassels, 4,5 km südlich von Ehrsten und 3,5 km südsüdwestlich von Fürstenwald (beide zu Calden), 3,5 km südwestlich von Weimar (Ahnatal), 1,5 km nordnordöstlich von Dörnberg (Habichtswald) und 3,5 km (jeweils Luftlinie) südöstlich der Kernstadt von Zierenberg. Auf dem West- bis Nordwesthang des Berges liegen die Zierenberger Weiler Friedrichstein und Heilerbach.
In je 5 km Entfernung befinden sich die den Hohen Dörnberg noch überragenden Höhenschwerpunkte von Hohem Habichtswald (Hohes Gras, 614,8 m; im Süden) und Hinterhabichtswälder Kuppen (Bärenberg, 600,7 m; im Westen).

### Naturräumliche Zuordnung
→ für Details siehe Absatz Naturräumliche Zuordnung und Gliederung des Artikels Dörnberg und Schreckenberge
Der Hohe Dörnberg gehört in der naturräumlichen Haupteinheitengruppe Westhessisches Berg- und Senkenland (Nr. 34) und in der Haupteinheit Habichtswälder Bergland (342) zur Untereinheit Dörnberg und Schreckenberge (342.3).

### Bergkuppen
Zum Dörnbergmassiv gehören mit Entfernung zum Hohen Dörnberg – absteigend nach Höhe in Meter (m) über Normalhöhennull (NHN) sortiert – diese Bergkuppen:
- Hoher Dörnberg (Dörnberg; 578,7 m) – nach Rodung mit guter Aussicht besonders im Norden und Westen; mit rund 1,1 km[1] langen, dreiecksförmigem Ringwall
- Helfenstein (Helfensteine; 509,8 m) – knapp 1 km nördlich; hoch aufragende, waldlose Basaltfelsen
- Kleiner Dörnberg (Zierenberger Kuppe oder Kesselberg; 481,6 m) – 1,7 km nordwestlich; unbewaldete Basaltkuppe südlich vom Gebirgspass (363,2 m) am Galgenberg
- Hohlestein (476,6 m) – 1,2 km ostsüdöstlich; alte Kult- und Opferstätte
- Katzenstein (ca. 430 m) – 1,4 km südöstlich; inselartig bewaldete Kuppe nahe dem Hohlestein
- Hangarstein (418,5 m) – 2,3 km nordöstlich; bewaldete Kuppe mit Hangarsteinsee

### Fließgewässer und Wasserscheide
Das Dörnbergmassiv liegt auf der Wasserscheide zwischen Fulda und Diemel. Aus Richtung Süden vom Hohen Habichtswald bzw. Dörnbergpass, in dessen Bereich sie über die Bergkuppe Habichtstein verläuft, kommend, zieht sie sich in Form eines nach Osten offenen Halbkreises von Südosten nach Nordosten über die meisten Kuppen des Dörnbergmassivs: Hohlestein, Hoher Dörnberg, Helfenstein und Hangarstein. Danach wandert sie nach Nordosten zur Langen- und Staufenbergplatte ab. Etwas westlich außerhalb der Wasserscheide befindet sich der Kleine Dörnberg.
Alle im Massivbereich westlich dieser Kammlinie entspringenden Fließgewässer entwässern über die nordwärts fließende Warme zur Diemel, während jene im Osten über die letztlich südostwärts fließende Ahne der Fulda zufließen. Fulda und Diemel münden in die Weser.
Die meisten auf dem Dörnbergmassiv entspringenden Bäche sind kurz. Die auf dem Nordhang des Helfensteins quellende Nebelbeeke, die immerhin 10,8 km lang und damit längstes vom Massiv kommendes Gewässer ist, durchfließt nordnordwestwärts die Westuffelner Senke und mündet in die Warme. Der Lubach (im Oberlauf Laubach genannt; 4,9 km) und sein Zufluss Kressenborn (2,7 km) – beide vom Hohen Habichtswald kommend – passieren den Hohen Dörnberg im Süden und Südwesten, um schließlich nordwestwärts in die Warme zu münden. In diese fließt westwärts auch der von der Wichtelkirche kommende Heilerbach (1,8 km). Dementgegen entwässert in Richtung Nordosten zur Ahne der auf dem Osthang des Hohen Dörnbergs entspringende, 4,8 km lange Dorfbach (auch Servitutgraben genannt).

## Geologie
Das Gipfelplateau des Hohen Dörnbergs besteht aus einer Decke von glasreichem Basanit mit porphyrischem Gefüge; das Gestein wird oft Limburgit genannt. Wie alle ähnlichen magmatischen Gesteine wird es oft auch einfach Basalt genannt, im Unterschied zum Basalt im engeren Sinne ist es noch kieselsäureärmer, so dass die Feldspate durch Feldspatvertreter (Foide) ersetzt sind. Das harte Gestein hat die Kuppe nach der weitreichenden Erosion aufgrund von bis heute andauernden Hebungsvorgängen als Härtling vor der Abtragung bewahrt. Im Gegensatz zu vielen Basaltkuppen der Region ist der Hohe Dörnberg kein Rest eines Förderschlots, der zugehörige Schlotrest befindet sich vermutlich, durch Erosion abgetragen und freigelegt, am südlichen Oberhang des Berges, heute räumlich getrennt von der Basanitdecke. Der Hohe Dörnberg ist also aus vulkanischem Gestein aufgebaut, aber selbst kein Rest eines Vulkans (keine „Vulkanruine“). Der Vulkanismus hier ist Bestandteil des Nordhessischen Vulkangebiets, das auch den Habichtswald aufgebaut hat.
Das harte Gestein hat eine Decke darunterliegendes, weichen Tuffs überdeckt und dadurch vor der Abtragung bewahrt. Wo die Basanitdecke abgetragen wurde, bildet heute der Tuff die Oberfläche des Bergs, er umgibt die Kuppe ringförmig (wo er nicht von pleistozänen Lössdecken verhüllt worden ist) und bildet die Oberfläche des Dörnbergmassivs nach Norden hin. Aufgeschlossen ist in einem kleinen Steinbruch am Nordhang des Hohen Dörnbergs, in Richtung auf die Helfensteine, ein geschichteter Tuffstein. Dieser ist im oberen Abschnitt blockreich und wird als Block- und Aschestrom eines Vulkanausbruchs gedeutet. Unterhalb (im Liegenden) befindet sich eine geringmächtige Decke aus feingeschichteten Aschen- und Lapillituff, der als Rest eines Maars, also einer phreatomagmatischen Eruption, gedeutet wird. Der Tuff ist durchsetzt von Xenolithen, neben mitgerissenen Brocken der Nebengesteine auch Peridotite aus dem Erdmantel (früher meist nach dem häufigsten Mineral darin als „Olivinbomben“ bezeichnet). Unter dem Basalttuff und diesen an der Oberfläche wiederum ringförmig umgebend an den Unterhängen befinden sich geringmächtige schwach verfestigte Sedimente des unteren Oligozän. In den meist sandigen Sedimenten haben sich durch zirkulierende Lösungen teilweise Quarzite gebildet, die bei der Erosion freigelegt sind und, auf dem Muschelkalk aufliegend, Blockfelder an den Berghängen aufbauen. In die Sedimente eingelagert wurden geringmächtige Braunkohlenflöze erbohrt, auf die die Mutungen „Dörnberg“ und „Hildegard“ verliehen wurden. Von Versuchen abgesehen, ist es aber wohl nie zum Bergbau gekommen.
Diese tertiären Süßwasserablagerungen, und damit auch der ältere Vulkanismus, wurden in einer Tiefebene etwa auf Meeresspiegel-Niveau abgelagert. Die Höhe der heutigen Mittelgebirgskuppen gehen sämtlich auf jüngere Hebungsvorgänge zurück. Die oligozänen Sedimente überlagern diskordant Kalksteine des Muschelkalk. Diese bilden den Untergrund der Kalkmagerrasen des Naturschutzgebietes, nördlich der Dörnbergkuppe.
In die Basalttuffe nördlich der Dörnbergkuppe sind in einer jüngeren, zweiten vulkanischen Phase vor etwa 11 bis 7 Millionen Jahren im Miozän basanitische Schmelzen von unten eingedrungen (intrudiert). Ob diese Intrusionen jemals die Oberfläche erreichten oder bereits vorher im Tuff steckengeblieben sind, ist in den meisten Fällen unklar. Diese jüngeren Intrusionen bauen die Kuppen der Helfensteine und die Wichtelkirche auf. Das Muster der auf Abkühlungsvorgänge zurückgehenden und damit die alte Oberfläche des Intrusionskörpers nachzeichnenden Basaltsäulen spricht teilweise eher für oberflächennahe Intrusionen, teilweise für erstarrte Schlotfüllungen eines ehemaligen Krater-Lavasees. Die Helfensteine sind also klassische Basaltkegel. Nach geomagnetischen Messungen wird ein herzynisch streichender spaltenförmiger Fördergang in der Tiefe vermutet.
Das „Geotop-Ensemble“ des Hohen Dörnbergs mit den Helfensteinen und der Wichtelkirche wurde 2019 als „Nationaler Geotop“ prämiiert.

## Geschichte

### Vor- und Frühgeschichte
Der Hohe Dörnberg war bereits im 3. Jahrtausend v. Chr. besiedelt. Eine besonders lang anhaltende Besiedlung ist in der Eisenzeit nachzuweisen. 1920 wurden in der Umgebung einige gut erhaltene Pfeilspitzen aus weißem Flint gefunden. Darüber hinaus wurde ein spitznackiges Steinbeil mit angefangener Durchbohrung bei der westlich des Hohen Dörnbergs gelegenen Kolonie Friedrichstein (1777 angelegt) entdeckt. 1910 wurden bei Rodearbeiten einige Scherben und ein Lanzenschuh aus dem 11. Jahrhundert gefunden.
Auf dem wenig bewaldeten Gipfelplateau des Hohen Dörnbergs ist noch deutlich die Struktur eines rund 1,1 km langen, fast dreiecksförmigen Ringwalls zu erkennen. Sein Alter ist nicht zweifelsfrei geklärt, vermutlich stammt er aus der Jungsteinzeit. (siehe auch: Liste vor- und frühgeschichtlicher Wallanlagen in Hessen)
Rund um die Basaltgruppe Helfenstein sind Bodenspuren unklaren Alters vorhanden. Dort wurden Keramikscherben aus der Späthallstatt-/Frühlatènezeit (6./5. Jahrhundert v. Chr.) gefunden. Südlich davon befindet sich die Basaltformation Immelburg, wo ein Steinwall entdeckt wurde, der auf vorchristliche Besiedlung schließen lässt, und Scherben aus dem 12./13. Jahrhundert gefunden wurden. Möglicherweise stand dort eine hochmittelalterliche Burg mit Graben und Wall.
1071 verschanzte sich der Deutsche König Heinrich IV. auf der Hochfläche des Bergs, währenddessen sein Widersacher Otto von Northeim jenseits der Warme auf dem Burghasunger Berg – dort befand sich das Kloster Hasungen – sein Lager aufgeschlagen hatte.

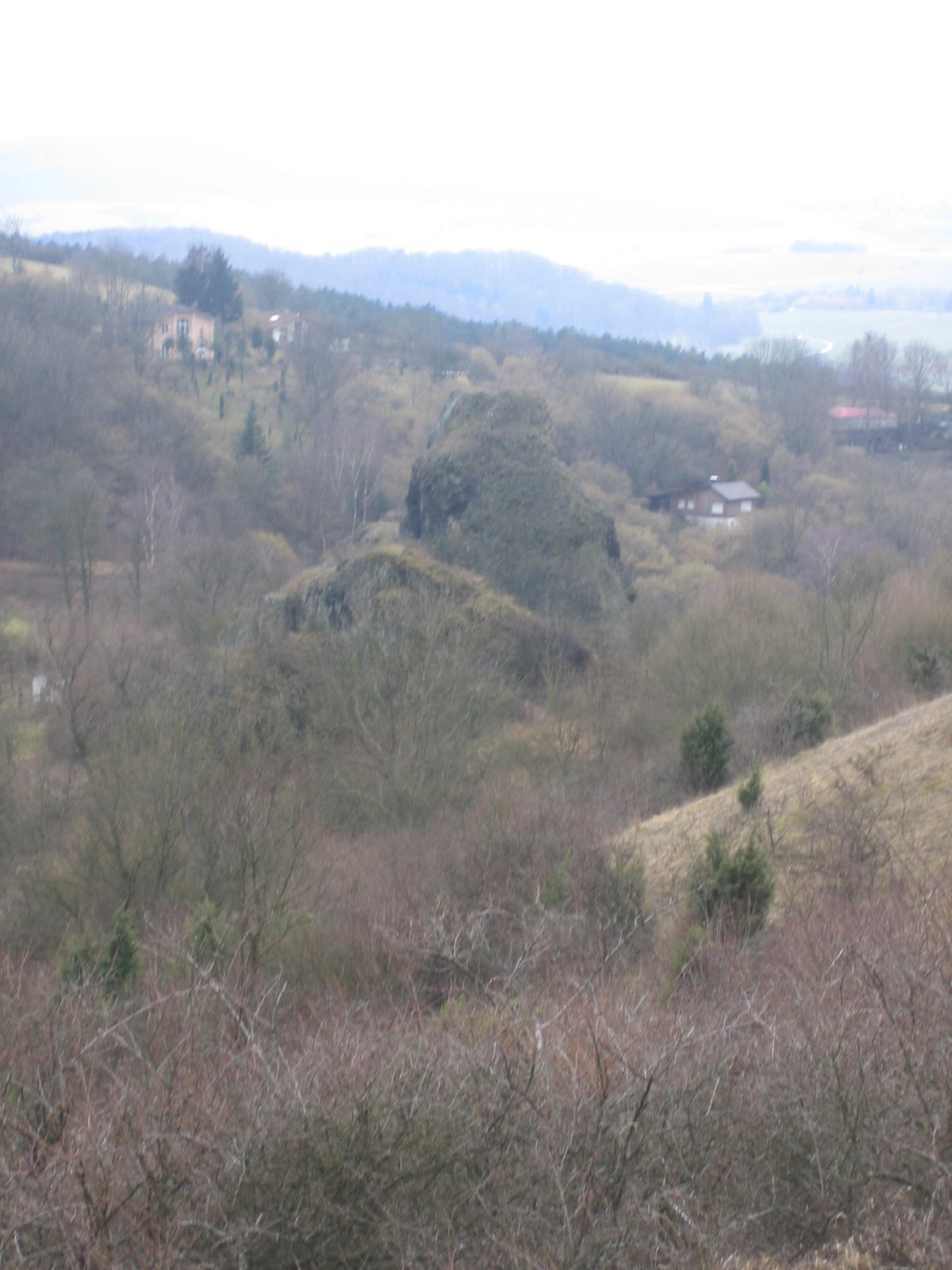
Basaltfels Wichtelkirche, Ort der einstigen Burg Blumenstein

Im zwischen Hohem und Kleinem Dörnberg gelegenen Tal des Heilerbachs befand sich im 13. und 14. Jahrhundert die Burg Blumenstein. Sie stand auf einem kahlen Basaltfelsen, Wichtelkirche genannt, weil der Fels einer Kirche ähnelt.

### Neuzeit
1865 malte am Fuß vom Hohen Dörnberg Louis Kolitz das Ölgemälde Blick vom Hang des Dörnbergs nach Burghasungen.
Auf dem Nordteil vom Gipfelplateau des Hohen Dörnbergs stand Anfang des 20. Jahrhunderts neben einem auf 578,6 m ü. NN liegenden trigonometrischer Punkt ein Aussichtsturm.
Seit 1923 wird Segelflug (siehe unten im Absatz Segelfliegen) am Hohen Dörnberg betrieben. Von 1948 bis 1949 wurden die Wanderwege Alpenpfad und Jägerpfad vom Hessisch-Waldeckischen Gebirgs- und Heimatverein (HWGHV) angelegt. Von 1961 bis 1963 wurde vom Land Hessen am Fuß des Helfensteins der Jugendhof Dörnberg (Bildungsstätte des Landes Hessen), errichtet, der Ende 2000 geschlossen wurde; hier bestand von 1968 bis 1972 das Kasseler Filmkollektiv. 1968 wurde das Cafe und Restaurant Dörnberghaus und 2004 das in Friedrichstein befindliche Bergcafe Friedrichstein eröffnet. Von 2007 bis August 2015 befand sich auf dem weitläufigen Gelände ein Seminar- und Veranstaltungszentrum, das Zentrum Helfensteine mit dem Restaurant-Café Eden. Seit August 2015 ist die Gemeinschaft Lebensbogen (Lebensbogen e. G.) Eigentümer des Zentrums und betreibt ein Tagungshaus unter neuem Namen. Des Weiteren übernahm die Gemeinschaft im Oktober 2016 das Café Eden. 2009 eröffnete in einem der Gebäude das Besucher- und Informationszentrum Naturparkzentrum Habichtswald. 2017 wurde der documenta-14-Beitrag „Eternal Internist Brotherhood/Sisterhoond“ von Angelo Plessas am Hohen Dörnberg gedreht. Der Experimentalfilm wurde während der Kunstausstellung in der Kasseler Gottschalk-Halle vorgeführt. Er verarbeitet Motive der im Dreißigjährigen Krieg begründeten Zierenberger Bruderschaft/Schwesternschaft.

## Flora und Fauna

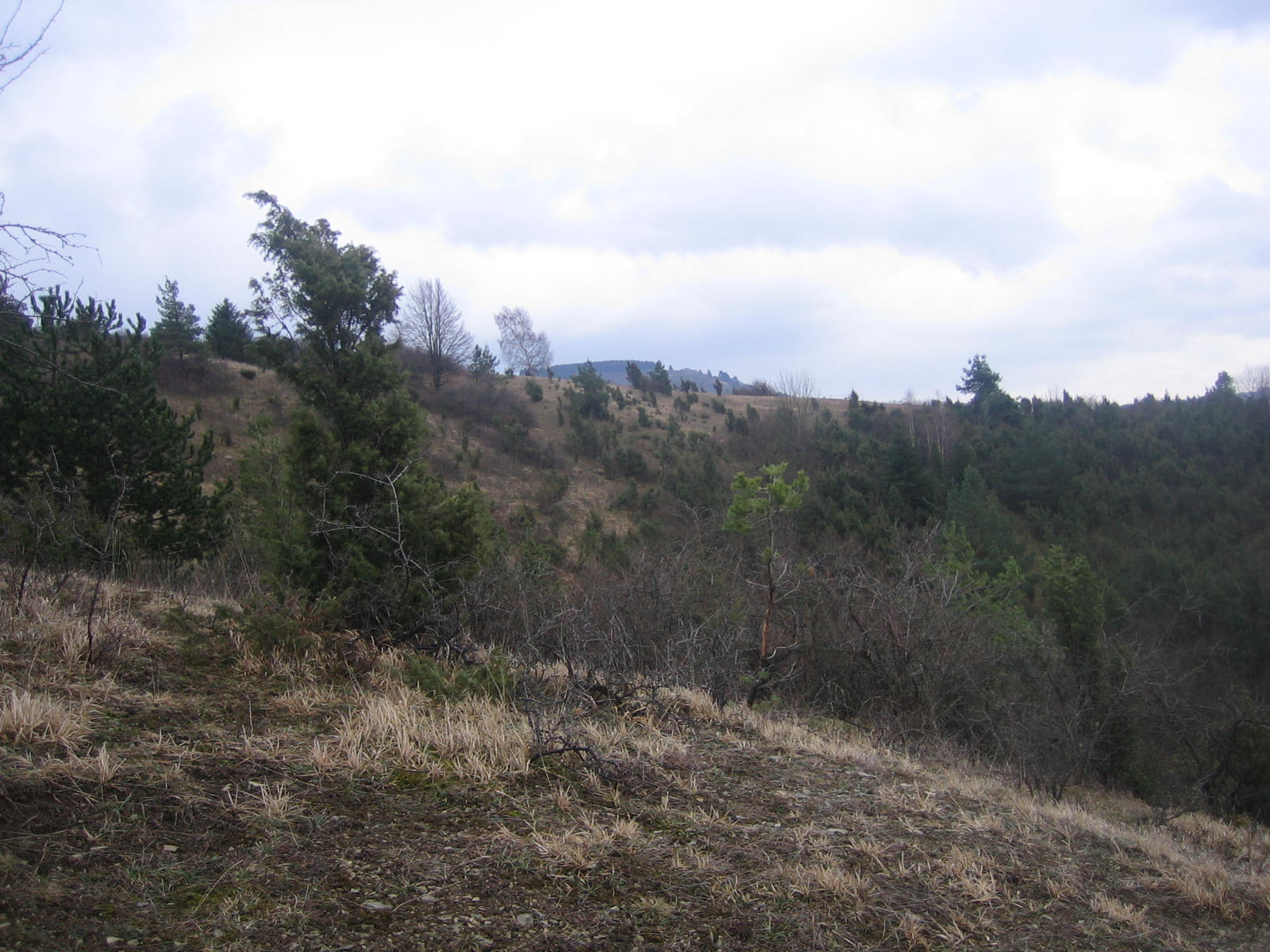
Wacholderhain am Kleinen Dörnberg, mit Hohem Dörnberg im Hintergrund

Großteile des Dörnbergmassivs stehen unter Naturschutz, da sie als extensiv auf seinem Hochgelände beweideter Kalkmagerrasen eine reiche Artenvielfalt an Orchideen und Enzianen aufweisen. Eine offene Buschlandschaft, auf den Hangflächen vor allem Wacholder, prägt das Landschaftsbild. Daneben sind auf der Fläche verteilt Gehölzinseln, Schwarzdorngebüsche und Fichtenaufforstungen zu finden.

## Schutzgebiete
Nördlich, westlich und südlich der Kuppe des Kleinen Dörnbergs liegt das 1978 gegründete und 1,17 km² große Naturschutzgebiet Dörnberg (CDDA-Nr. 81531). Großteile des Bergmassivs gehören zum 4,33 km² großen Fauna-Flora-Habitat-Gebiet Dörnberg, Immelburg und Helfenstein (FFH-Nr. 4622-303).
Die Basaltfelsen der Helfensteine sind als flächenhaftes Naturdenkmal (Nr. 3633918) geschützt.

## Wandern
Während der Alpen- und Jägerpfad am Kleinen Dörnberg verlaufen, führen der Fulda-Diemel-Weg und Habichtswaldsteig über das Gipfelplateau des Hohen Dörnbergs. Über die Hochlagen zwischen Hohem und Kleinem Dörnberg verläuft der Abschnitt Weimar–Zierenberg des auch den nahen Hohlestein passierenden Märchenlandwegs, der sich im Dörnbergbereich den Weg mit den vorgenannten Pfaden teilt. Zudem führt der Eco Pfad Archäologie Dörnberg über das Dörnbergmassiv. Der Kasselsteig überquert ebenfalls den hohen Dörnberg.

## Aussichtsmöglichkeiten
Bei guten Sichtverhältnissen sind vom Gipfelplateau des Hohen Dörnbergs unter anderem diese Ziele zu erkennen – mit ungefähren Entfernungen und Höhe in Meter (m) über Normalhöhennull (NHN):
| | - Lipper Bergland (Köterberg: 56 km; 495,8 m) - Warburger Börde (Desenberg: 20 km; 343,2 m) | |
| - Eggegebirge (Preußischer Velmerstot; 50 km; ca. 468 m) - Großer Bärenberg (5 km; 600,7 m) - Isthaberg (10 km; 523,1 m) - Burghasunger Berg (6 km; 479,7 m) - Rothaargebirge (Langenberg: 50 km; 843,2 m) - Kellerwald (Wüstegarten: 41 km; 675,3 m) | Himmelsrichtungen                                                                           | - Harz (Brocken: 100 km, 1141,1 m) - Reinhardswald (Staufenberg: 22 km, 472,2 m) - Kaufunger Wald (Bilstein: 32 km; 641,2 m) - Kassel (Innenstadt: 11 km; 163 m) - Hoher Meißner (38 km, 753,6 m) - Thüringer Wald (Inselsberg: 96 km; 916,5 m) |
| | - Hoher Habichtswald (Hohes Gras: 5 km, 614,8 m)                                            | |

## Segelfliegen

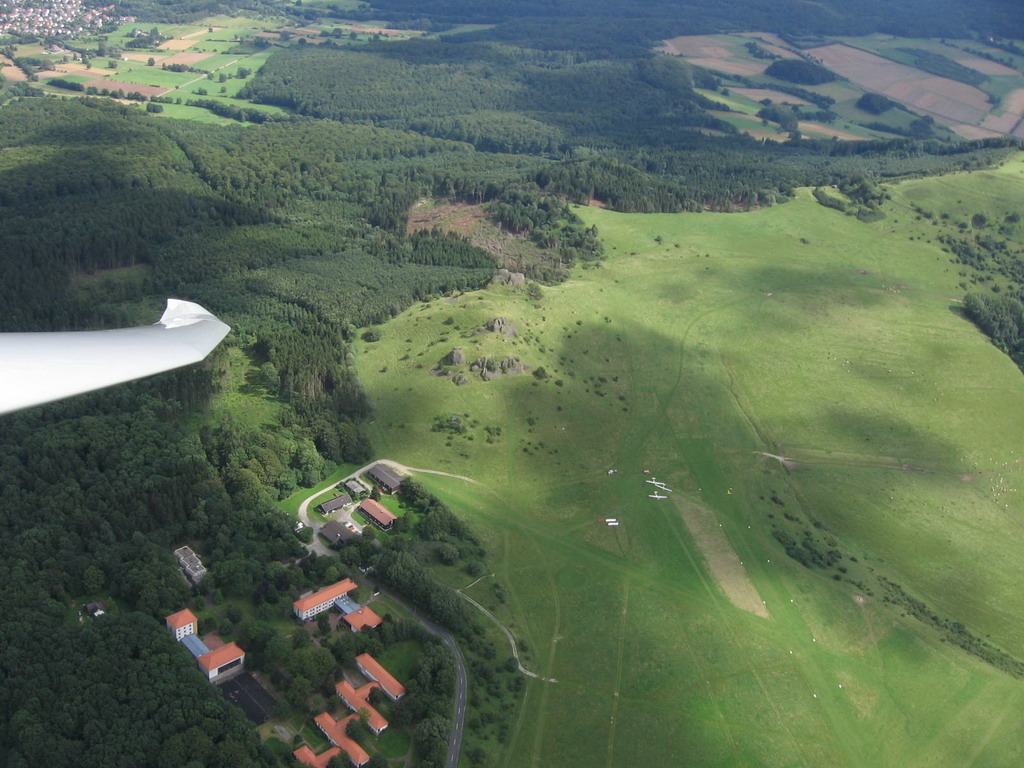
Dörnberg (v. l. n. r.): ehem. Jugendhof, Fliegerlager, Helfenstein, NW-Startstrecke

Nicht nur im Sommer und nicht nur aufgrund des hiesigen Segelfluggeländes sind auf und über dem Dörnbergmassiv Segel- und Modellflugzeuge zu beobachten. Das dortige Segelfluggelände Zierenberg auf dem Dörnberg ist nach der Wasserkuppe und Rossitten das drittälteste (1923) der Welt. 1931 wurde von der Akaflieg DB (Akademische Fliegerabteilung Deutscher Burschenschafter) der Bau des Fliegerlagers begonnen, das 1935 fertiggestellt wurde und dessen Haupthaus auch heute noch nahezu unverändert existiert. Ursprünglich wurden Gummiseilstarts durchgeführt. 
Am 2. April 1945 nahm die United States Army Air Forces (USAAF) den Flugplatz als Nachschubflugplatz in Betrieb, nannte ihn Advanced Landing Ground ALG Y-92 und nutzte ihn bis zum 30. April 1945.
Wegen der für moderne Segelflugzeuge schwierigen Geländegegebenheiten gibt es heute vier Start- und fünf Landebahnen, von denen wahlweise je nach Windrichtung gestartet werden kann.

## Verkehrsanbindung
Straße: Südlich vorbei am Hohen Dörnberg führt in West-Ost-Richtung der Abschnitt Dörnberg–Kassel der Bundesstraße 251, die in einer Kurve bei einem Schotterwerk am Dörnbergpass auf maximal 393,8 m Höhe führt. Von der Straße, die westlich von Ehlen die A 44 (Anschlussstelle Zierenberg) kreuzt, abbiegend kann man auf der von Dörnberg nach Zierenberg führenden Landesstraße 3211 und dann auf der L 3214 zum Berg fahren. An der höchsten Stelle (363,2 m hoher Gebirgspass am Galgenberg) der zuletzt genannten Straße zweigt als Sackgasse die Kreisstraße 97 auf die Hochlagen des Dörnbergmassivs ab.
Eisenbahn: Unter dem eben erwähnten Straßenabzweig hindurch führt im 1896 fertiggestellten und 815,5 m langen Zierenberger Tunnel die Bahnstrecke Volkmarsen–Vellmar-Obervellmar mit nahen Haltestellen in Zierenberg und Fürstenwald.
Flugzeug: Rund 6 km nordnordöstlich des Hohen Dörnbergs liegt beim Kernort von Calden der Flughafen Kassel-Calden.